# Нідерландська музика
Поняття «Нідерландська музика» зазвичай відносять до музичної культури, що розвивалася до кінця XVI — початку XVII століть на території історичних Нідерландів (сучасні Нідерланди, Бельгія, північно-східна Франція, Люксембург), а також до музичної культури сучасної країни Нідерланди, що сформувалося після революції.

## Історія
В давнину і в період раннього середньовіччя у кельтських і германських племен, що населяли нідерландські землі, склався свій музично-поетичний епос, відбитий в поемах про нібелунгів (Пісня про Гудрун, присвячена трагічній історії нідерландського короля Зігфріда-Сігурда і сестри бургундського короля Крімхільда-Гудрун та ін.) З процесом зростання і посилення християської церкви в монастирях розвивається церковний спів, до XIV століття — латинською мовою, а пізніше, з виникненням реформаторського руху — національними мовами. У XII столітті з розквітом нідерландських міст, що стали найважливішими центрами європейської торгівлі і культури, виникає лицарська лірика і мистецтво менестрелів, міських та придворних.
Наприкінці XV—XVI століть Нідерланди — передова різнорідна за національним складом держава з широкими торговельними зв'язками і багатими містами — стають осередком північно-європейського гуманістичного мистецтва, науки і філософії. Саме тут сформувалася найбільша композиторська школа епохи відродження — нідерландська школа. Представники цієї школи, такі як Жоскен Депре, Йоганнес Окегем, Орландо ді Лассо — відкрили нові звукові можливості багатоголосся і розробили систему законів поліфонічного розвитку, яка дала можливість побудови великих музичних композицій. Характерно, що творчість нідерландських митців охоплювала як церковні жанри (меси), так і світські (мардигали, шансони). У світських жанрах нідерландські композитори розвивали також інструментальне багатоголосся: інструменти часто дублювали нижні голоси або навіть замінювали вокальні. З'являлися і перші зразки інструментальних поліфонічних п'єс (Жоскен Депре). Наприкінці XVI століття розвиток поліфонії сприяв зародженню своєріджного нідерландського дзвонового мистецтва — карильйону. Загальнонародної популярності набули пісні ґьозів — повстанців, які боролися проти гніту іспанського абсолютизму.
Після перемоги Нідерландської революції (1609) і утворення Республіки об'єднаних провінцій в країні почався швидкий економічний і культурний підйом. В культурі він позначився розквітом живопису (Рембрандт, Франс Халс) філософії (Бенедикт Спіноза), науки (Антоні ван Левенгук). Розквіт голландського офорту підготував винайдення нотодрукування способом гравірування по металу, що змінив набірний метод. Цей спосіб поширився в інших країнах, куди, поряд з інструментами, органними майстрами і віртуозами-інструменталістами, запрошувалися нідерландські нотні гравірувальники.
З утвердженням кальвінізму в країні набувають поширення протестантські псалми. Розвивається органне мистецтво, основоположником органної школи в Нідерландах вважається Ян Свелінк, в Амстердамі вперше в Європі виникли публічні концерти органістів. Паралельно формувалося своєрідне мистецтво гри на дзвонах — карійон. Разом з тим монументальні жанри, урочисті меси й мотети поступаються місцем побутовим інструментальним і вокальним жанрам. У бюргерському середовищі стають популярними гра на лютні, клавесині, верджінелі, портативному органі, багатоголосне виконання пісень, ансамблеве музикування.
З XVIII століття у Нідерландах панують іноземні впливи. Амстердам стає центром європейської музики, тут концертували А. Вівальді, В. А. Моцарт, видаються ноти, створюються музичні товариства. 1826 року у Гаазі була відкрита консерваторія, 1888 — концертний зал і оркестр Консертгебау.

## Сучасність
Сучасне музичне життя країни підтримують численні музичні товариства та спілки, очолювані королівським товариством нідердандських музикантів. У 1928 засновано Спілку симфонічних диригентів Голландії, в 1965 — Спілку музикознавців. Працюють оперні театри — Нідерландська опера, оркестри — Консертгебау, філармонічний, радіо, та Резиденц-оркестр, консерваторії у Гаазі, Амстердамі, Роттердамі.

### Сільський рок
З XX століття у Нідерландах має популярність так званий «сільський (фермерський) рок» (boerenrock). До сільського року відносять пісні, тексти яких написані повністю на місцевому діалекті. Сільський рок немає характерних музичних рис. Музика може бути близькою до поп та рок-музики, рок-н-ролу, фольку, кантрі та хард-року. До першої пісні цього жанру відносять «Oerend hard» гурту Normaal.